# Johann Jacob Doerffer
Johann Jacob Doerffer (* 4. Juni 1711 in Didlacken, Königreich Preußen; † 21. Juni 1774 in Königsberg-Tragheim) war Hofgerichtsadvokat und evangelischer Konsistorialrat in Königsberg und Großvater des Dichters E. T. A. Hoffmann.

## Leben
Der Vater Daniel Doerffer war lutherischer Pfarrer in Didlacken in Ostpreußen, die Mutter Anna Catharina war eine Tochter des litauischen Pfarrers Friedrich Partatius aus Insterburg und Enkelin von Anna Neander (Ännchen von Tharau).
Johann Jakob Doerffer studierte seit 1729 in Königsberg. Seit 1736 war er Rechtsanwalt (Advokat) am Hofgericht in Königsberg, seit 1747 außerdem evangelischer Konsistorialrat im Samland und seit 1755 Mitglied im Collegium Montis Pietatis in Königsberg.
Johann Jacob Doerffer war ein angesehener Jurist, der viele einflussreiche Familien Ostpreußens in rechtlichen Angelegenheiten vertrat. Er war unter anderem Vormund von Graf Ludwig Finck von Finckenstein, dem späteren preußischen Kanzler.

„Er, so wie die ganze Familie,  welcher er angehörte, zeichnete sich durch eine fast peinliche Ordnungsliebe und die  Dezenc in allen äußern Formen aus. Wissenschaften und Kunst galten in diesem Kreise nur wie Annehmlichkeiten des Lebens zur Ergötzlichkeit nach der Arbeit des Tages.“

## Ehe und Nachkommen
Johann Jacob Doerffer war mit Lovisa Sophia Voeteri, der Tochter eines Burggrafen, seit 1739 verheiratet.
Deren Tochter Lovisa Albertina heiratete den späteren Hofgerichtsadvokaten Christoph Ludwig Hoffmann, deren dritter Sohn Ernst Theodor Wilhelm Hoffmann wurde ein bekannter Dichter und Komponist.